# William Hogarth
William Hogarth, född 10 november 1697 i London, död 26 oktober 1764 i London, var en engelsk målare, grafiker och karikatyrtecknare.

## Bakgrund
Hogarth kom 1712 i lära hos en guldsmed, och etablerade sig 1718 som en självständig kopparstickare. Omväxlande med sin mera hantverksmässiga verksamhet stack han figurscener som enstaka blad eller hela serier och uppenbarade i dem snart sin satiriska talang. 1728 blev han elev till James Thornhill, och gifte sig senare med dennes dotter. Hogarth målade därefter mindre genrebilder, ofta föreställande scener ur populär dramatik, till exempel Tiggarens opera. Snart fann han emellertid sin egen speciella form, det vill säga bildcykeln, vilken han först målade i olja och sedan själv stack eller lät sticka i koppar. Dessa bilder har ett utpräglat satiriskt innehåll och en stark dramatisk form i medveten anslutning till scenkonsten. Föremål för hans satir är i allmänhet missförhållanden inom samhället såväl i dess högre som lägre skikt. Hans mest berömda serier är En glädjeflickas historia (The Harlot's Progress, 1731), En rucklares väg (A Rake's Progress, 1735), och Äktenskap på modet (Mariage à la mode, 1745). Hogarths målningar utmärker sig för skenbart osökt komposition, säker och momentan uppfattning av gester och hållning samt en ofta utsökt kolorit. Av samtiden uppfattades de föga, men hans kopparstick spreds däremot i stora upplagor. Hogarth målade även ett antal tavlor med religiösa motiv, mindre betydande om än omsorgsfullt och skickligt utförda. Som porträttist är han en av den brittiska konstens högst skattade mästare, inte minst som psykolog och fysionomist. I sin bok Analysis of Beauty (1753) framställer han som det skönas grundelement våglinjen och den av levande rytm sammanhållna omväxlingen, vilken han tillämpar på sin egen konst. 
Hogarth är representerad vid bland annat National Gallery, Tate Britain och Sir John Soane's Museum samt vid Göteborgs konstmuseum med en etsning. Han var engagerad i barnhemmet Foundling Hospital i London vid dess inrättande 1739 och är även representerad vid Foundling Museum som skildrar barnhemmets historia.

## Eftermäle
Asteroiden 12613 Hogarth är uppkallad efter honom.

## Målningar

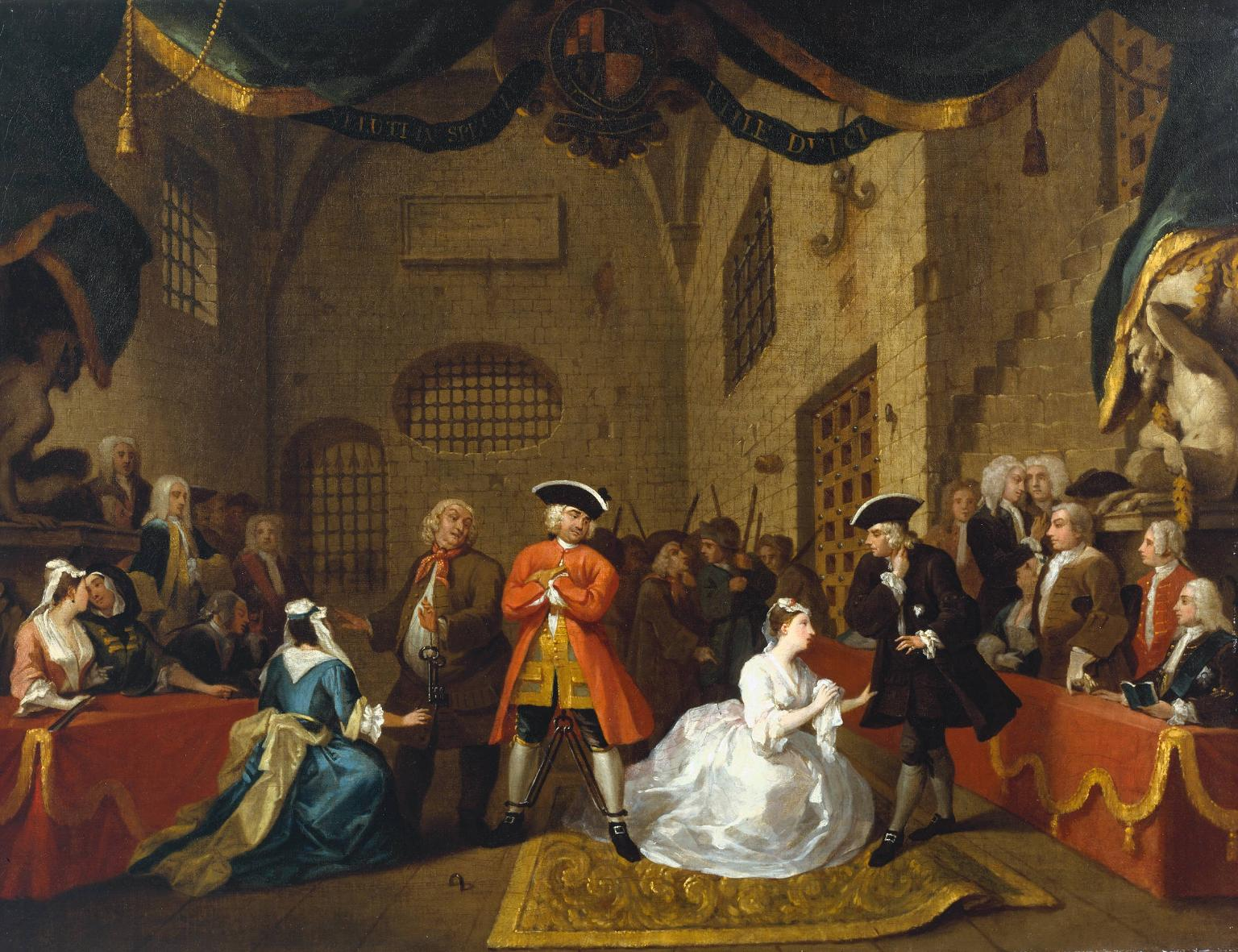
Scen från Tiggarens opera (1731), Tate Britain.
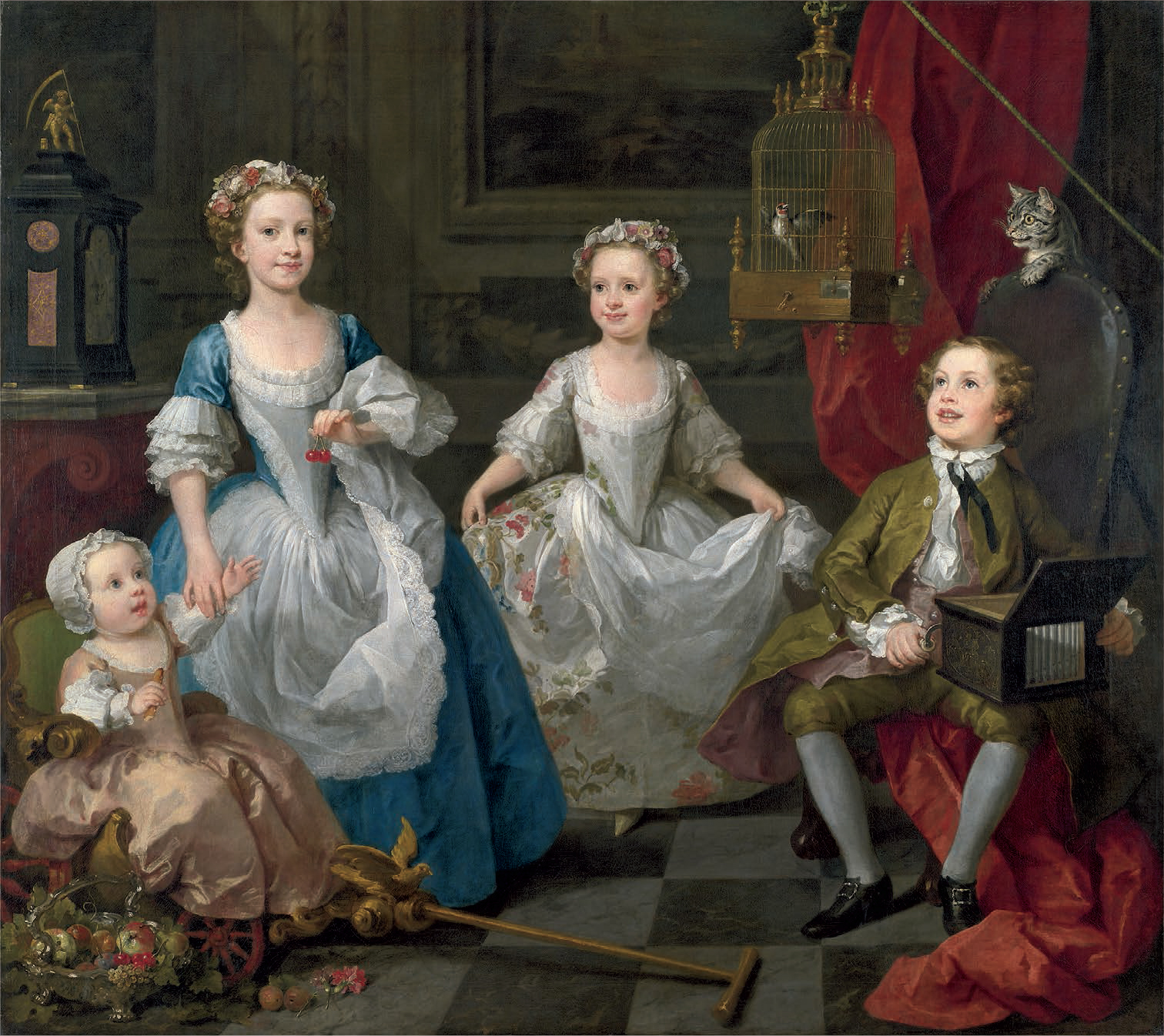
Familjen Grahams barn (1742), National Gallery.
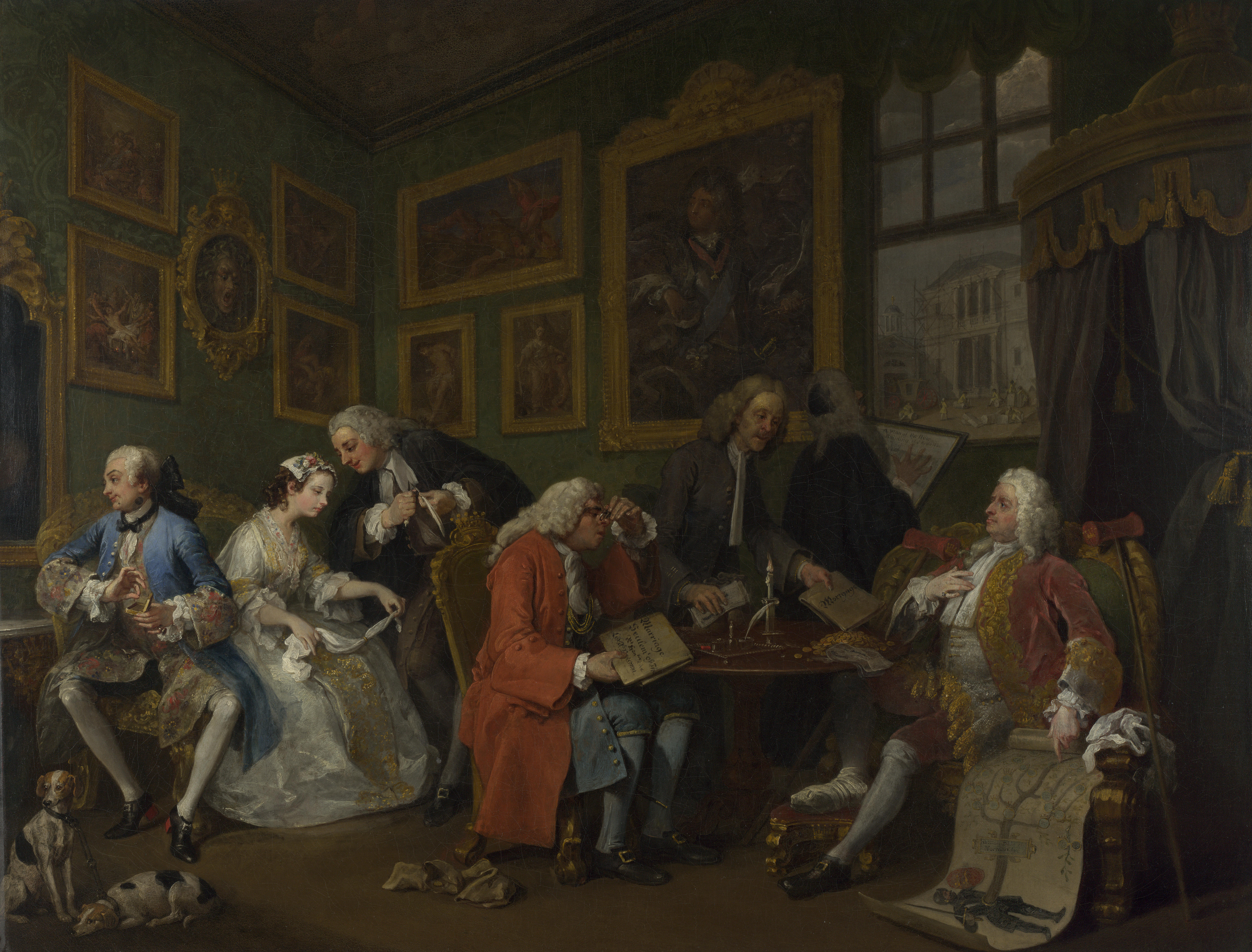
Äktenskap på modet I: Äktenskapskontraktet (cirka 1743), National Gallery.
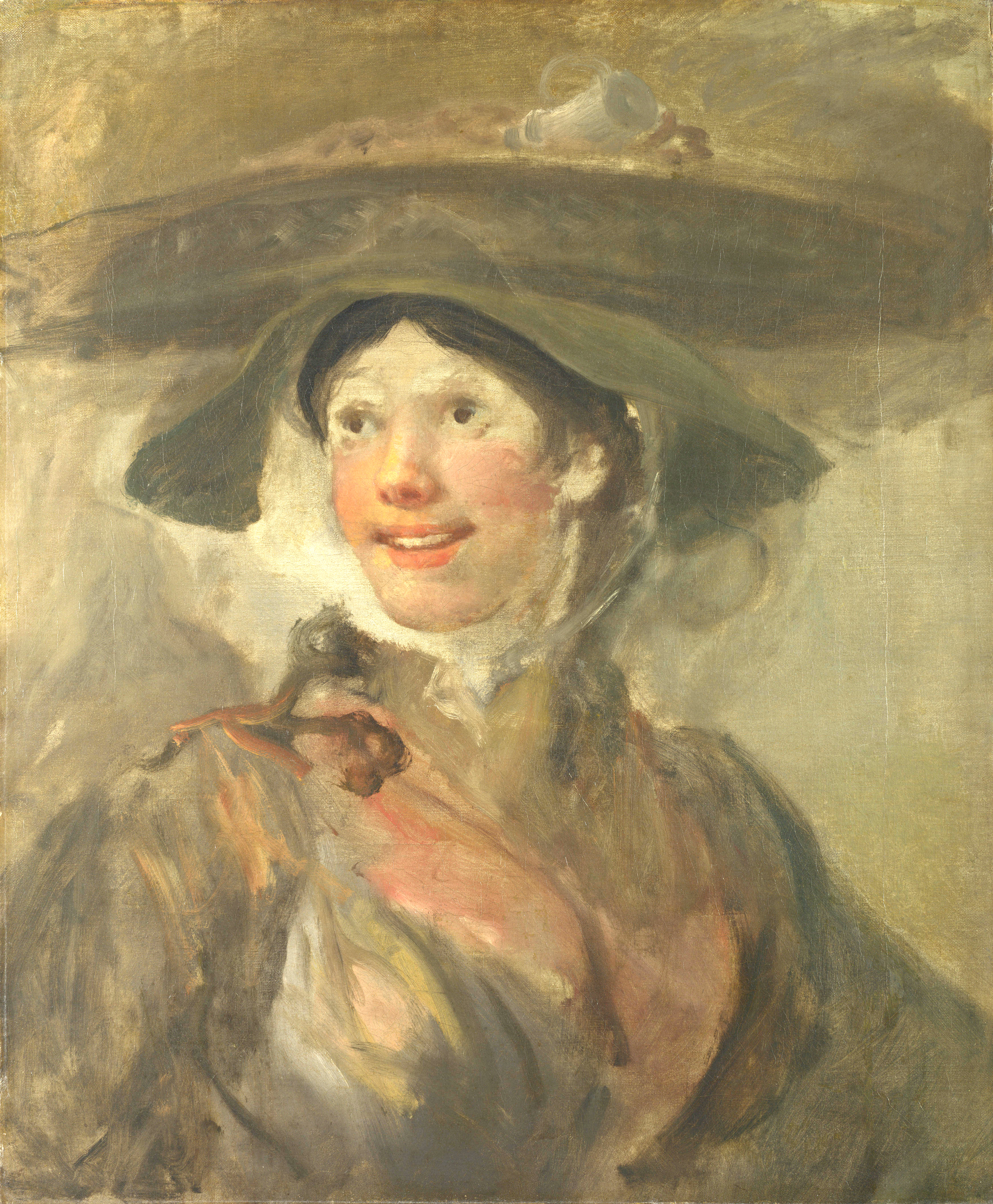
Räkmånglerskan (1740–1745), National Gallery.